# Живая реклама

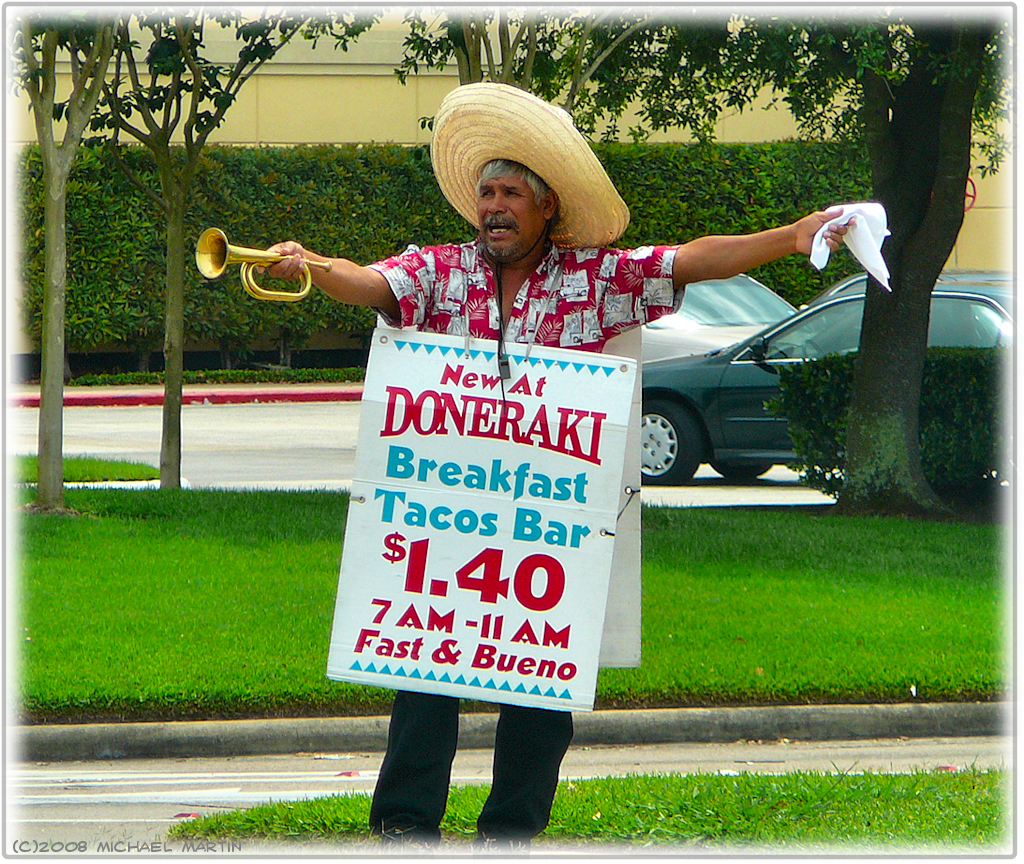
Мексиканец предлагает посетить закусочную
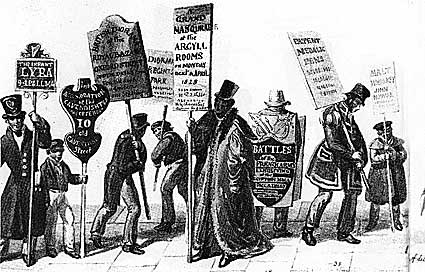
Живые билборды в Лондоне (первая пол. XIX века)
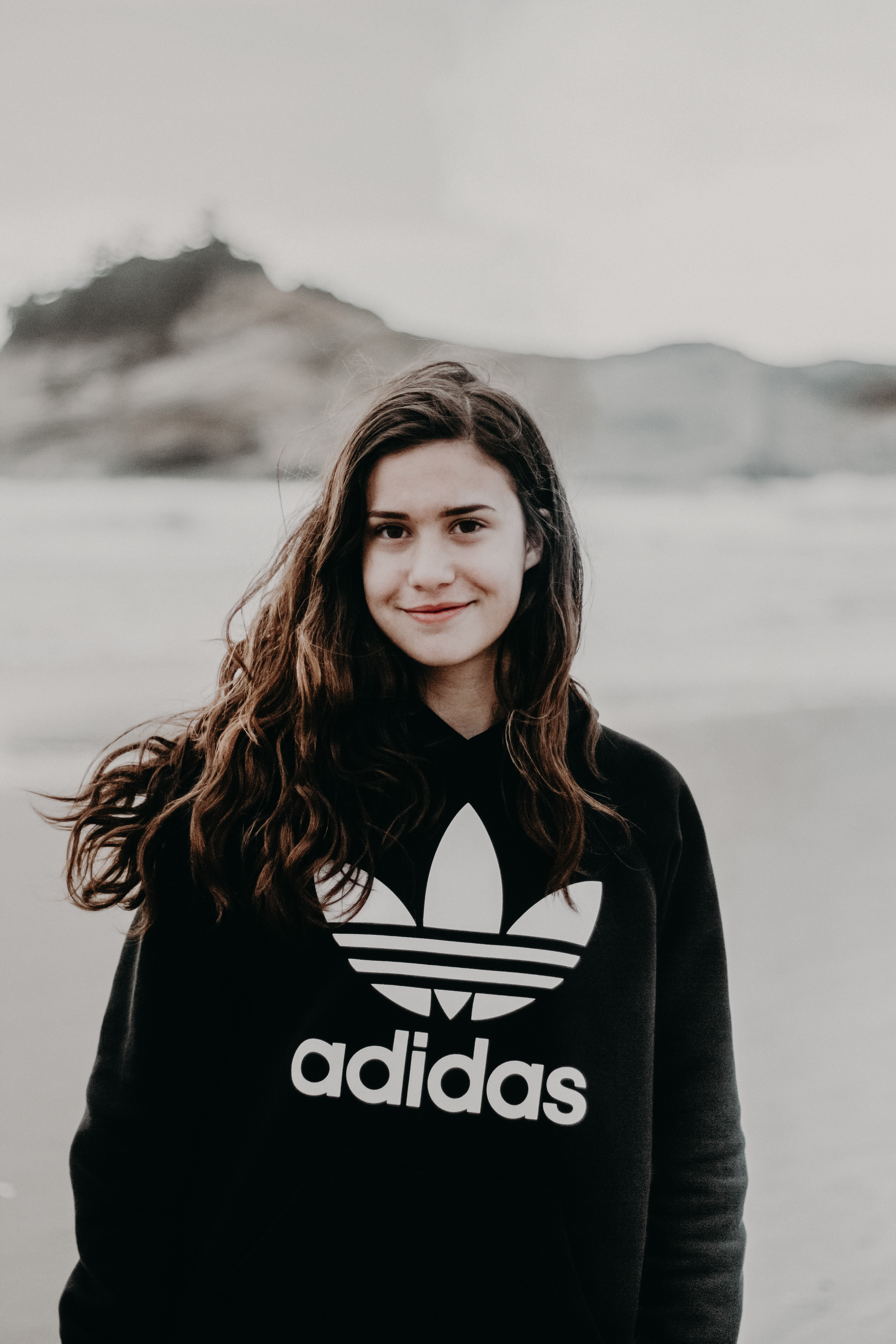
Реклама на одежде

Живая реклама — вид наружной рекламы, переносимой человеком на себе.

## История
Появилась в Лондоне в первой половине XIX века как результат решения проблемы нехватки мест для стационарного размещения рекламных щитов (билбордов), и способа избежать налогов на них. Так князь Пюклер-Мускау описывал случай, когда один человек носил картонную шляпу в три раза выше обычной, и на которой крупными буквами было написано: «Сапоги по двенадцать шиллингов за пару — гарантированно». Другие держали в руках плакаты с рекламными надписями. Кроме «знаменосцев» были и «люди-сэндвичи», по выражению Чарльза Диккенса представляющие собой «кусок человеческой плоти между двумя листами картона». Позже такая реклама появилась и во Франции, получив название человек-афиша (l’homme-affiche).

## Виды
Рекламный щит — переносится в руках или висит на плечах спереди и сзади человека.
Реклама на одежде — часто используется на форме спортсменов, так как их изображения публикуют в СМИ и транслируют по телевидению на широкую ауиторию. Носителями такой рекламы могут стать и обычные люди, поскольку производители популярных брендов одежды и обуви иногда наносят на свою продукцию фирменные логотипы, хорошо видимые окружающим людям.
Рекламные татуировки. В 1999 году журнал Vibe предсказывал, что в следующем тысячелетии компании будут платить людям, чтобы сделать на их теле татуировку с изображением своих брендов. В сентябре 2001 года одно известное интернет-казино заплатило боксеру Бернарду Хопкинсу 100 000 долларов за то, что он будет носить временную татуировку на спине во время боя с Феликсом Тринидадом. Это сделало его первым спортсменом, использующим рекламные татуировки в профессиональных спортивных соревнованиях. Шесть месяцев спустя компания сделала то же самое для участников телевизионного шоу Celebrity boxing.